# Arenaromyia quinqueloba
Arenaromyia quinqueloba är en tvåvingeart som beskrevs av Fedotova 1999. Arenaromyia quinqueloba ingår i släktet Arenaromyia och familjen gallmyggor. Inga underarter finns listade i Catalogue of Life.